# Warwickshire County Cricket Club
Der Warwickshire County Cricket Club repräsentiert die traditionelle Grafschaft Warwickshire in den nationalen Meisterschaften im englischen Cricket.

## Geschichte

### Die Anfänge
Die Ursprünge der Mannschaften die Warwickshire repräsentierten liegt im Wellesborne Cricket Club, der sich 1826 in Warwickshire umbenannte. Dieser bestritt seine Spiele in der Nähe des heutigen Warwick Racecourse in Warwick, bevor sich wieder nach Wellesborne zurückzuziehen. Das erste Spiel, über das heute Aufzeichnungen existieren (die meisten Aufzeichnungen der Vor-County Club-Era sind in der Vergangenheit verloren gegangen), fand 1843 an der Highfield Road (bis 2005 Heimat von Coventry City) in Coventry statt. Die Gründung des County Cricket Clubs erfolgte 1882 auf Initiative eines Lehrers aus Birmingham, William Ansell, der ein Treffen im Regent Hotel in Leamington Spa organisierte. Über den Standort des Vereins gab es lange Diskussionen. Zur Auswahl standen letztendlich Leamington und Birmingham und man entschied sich letztendlich für letzteres. Vier Jahre später wurde der Edgbaston Cricket Ground gegründet und man bestritt erste Spiele gegen andere Auswahlen der Grafschaften. Jedoch war dieses noch nicht ausreichend um bei der 1890 Gegründeten County Championship teilzunehmen, und First-Class-Status zu erreichen.

### Der Beginn in der County Championship
Der Einstieg in die County Championship erfolgte 1895. Zunächst startete Warwickshire nur schwach in die ersten Jahre im First-Class Cricket. So hatte die Mannschaft zwar eine starke Schlagmannschaft aufzubieten, jedoch war das Bowling nicht konkurrenzfähig. Dies besserte sich ab 1899, als Sam Hargreave und Frank Field in die Mannschaft kamen. Für die nächsten Jahre bis 1906 konnten sie sich damit in der oberen Hälfte der County Championship festsetzen. Es folgten mehrere schwache Jahre, bevor ihnen 1911 die erste Meisterschaft gelang. Star der Mannschaft war ihr Kapitän Frank Foster, dem 1.383 Runs und 116 Wickets gelang. In den verbliebenen Saisons vor dem Ersten Weltkrieg rutschten sie jedoch wieder in das mittlere Tabellendrittel ab. Nach dem Krieg rutschte Warwickshire weiter ab. Foster hatte einen Unfall, die seine Karriere beendete und so verblieb man bis auf wenige Ausnahmen in den 1920er Jahren in der unteren Tabellenhälfte. In den 1930er Jahren konnte man sich wieder in der Tabellenmitte etablieren und 1934 gelang ein Vierter Platz. Verantwortlich für diese Leistungen waren vor allem die drei Bowler Joseph Mayer, George Paine und Eric Hollies. Allerdings konnte vor allem Paine das Niveau nicht halten und so fiel man bis zum Zweiten Weltkrieg und die ersten Jahre danach wieder ab.

### Nach dem Zweiten Weltkrieg

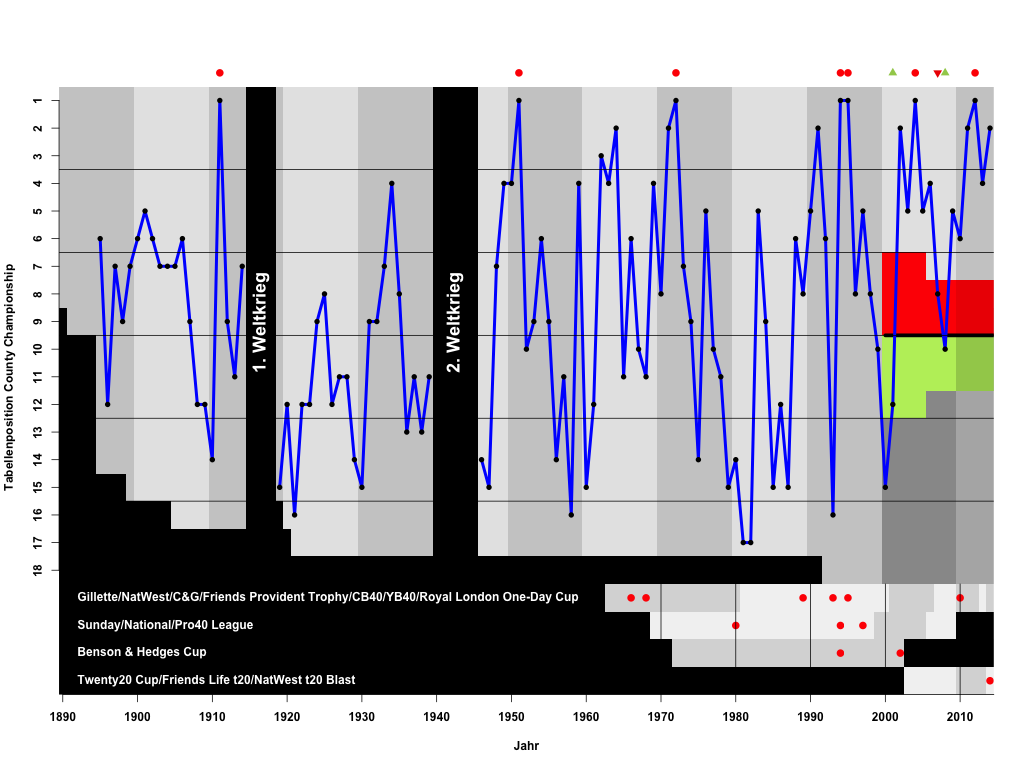
Performance des Warwickshire County Cricket Club im First Class, One-Day und T20 Cricket in den nationalen englischen Wettbewerben.

Nach dem Krieg kam ab 1948 der Neuseeländer Tom Pritchard in die Mannschaft, der das Bowling wieder stabilisierte. So fand man sich wieder in der oberen Tabellenhälfte wieder. Im Jahr 1951 gelangen dem Bowler Charlie Groves in seiner letzten Saison 103 Wickets und sicherte mit dieser Leistungen Warwickshire die zweite Meisterschaft. Jedoch hatte auch dieses Mal der Erfolg keine Beständigkeit. Das Batting verschlechterte sich und so rutschte man wieder in die unteren Tabellenregionen. Nur 1959 gelang noch einmal ein vierter Platz, bevor das Jahrzehnt beendet war, als Mike Smith mit seinem Batting überzeugte. In den 1960er Jahren begann man zunächst schwach, konnte sich aber über den Lauf des Jahrzehnts stabilisieren. Mehrere vordere Plätze wurden mit dem zweiten Platz im Jahr 1964 abgeschlossen. Damit konnte man sich zumindest in der oberen Tabellenhälfte etablieren. Auch brachte das neu eingeführte One-Day Cricket neue Möglichkeiten und so gewann das Team zwei Mal den Gillette Cup (1966, 1968). Spieler wie Dennis Amiss, die West-Inder Lance Gibbs, Rohan Kanhai und Alvin Kallicharan machten die Mannschaft zu einer der stärksten, so dass Warwickshire 1972 sich die dritte Meisterschaft der County Championship sichern konnten.

### Erfolglose Jahre und der Aufstieg zum Top-Team
Wie schon bevor war der Gewinn einer Meisterschaft der Beginn einer langen Durststrecke. Über Jahre hinweg befand man sich am Ende der Tabelle und in den One-Day-Meisterschaften gelang ausschließlich 1980 der Gewinn der John Player League. Gute Spieler, wie Bob Willis, waren in die Nationalmannschaft eingebunden und so beendete man die County Championship 1981 und 1982 erstmals als Tabellenletzter. Es dauerte bis zum Ende der 1980er Jahre, bis die Mannschaft wieder einen Aufstieg erlebte. 1989 gewann man die NatWest Trophy und mit der Verpflichtung von Bob Woolmer als Coach und Kapitän Dermot Reeve etablierte man sich sowohl im One-Day, als auch im First-Class Cricket unter den Top-Mannschaften. Es begann mit dem Gewinn der NatWest Trophy 1993. 1994 verpflichtete man Brian Lara, der im April auf einer Tour gegen England den Rekord mit 375 Runs in einem Innings im Test Cricket aufgestellt hatte. Die Saison lief überragend für die Mannschaft. Nicht nur gewann man mit der AXA Equity & Law League und dem Benson & Hedges Cup zwei der drei One-Day-Trophäen, sondern auch die County Championship. Nur in der NatWest Trophy scheiterte man knapp gegen Worcestershire im Finale. Brian Lara erregte abermals Aufmerksamkeit, als er im County-Championship-Spiel gegen Durham mit 501 not out den neuen Weltrekord im First-Class Cricket aufstellte. Im Folgejahr war es der Südafrikaner Allan Donald der für Warwickshire 89 Wickets erzielte und so konnte der Titel der County Championship verteidigt werden. Auch gelang der insgesamt fünfte Sieg der NatWest Trophy. Eine weitere Trophäe wurde im Finale der AXA Equity & Law League nur knapp verpasst. Nach diesem Höhenflug konnte 1997 noch einmal die AXA Life League gewonnen werden, jedoch war ein Abstieg in der County Championship nicht mehr zu vermeiden. Als die Meisterschaft im Jahr 2000 in zwei Divisionen aufgeteilt wurde, fand man sich in der zweiten Division wieder.

### Das neue Jahrtausend
Ab der Saison 2001 konnte die Mannschaft sich wieder in der Spitze es englischen Crickets etablieren. So stieg man in dem Jahr in die erste Division der County Championship auf. 2002 gelang neben einem zweiten Platz in der First-Class-Liga auch der Gewinn der letzten Austragung des Benson & Hedges Cups. Der Kapitän Nick Knight nutzte 2004 eine defensive Strategie, als die Mannschaft 11 von 16 Spielen in der County Championship mit Remis beendete. Da sie jedoch kein Spiel verlor, waren sie am Ende der Saison Meister. Bestand hatte aber auch dieser Erfolg nicht, denn 2007 stieg man abermals aus der ersten Division ab. Daraufhin brachte man große Veränderungen in die Mannschaft und die Führungsebene des Vereins und stieg 2008 als Tabellenerster der zweiten Division wieder auf. 2010 folgte der Gewinn der Clydesdale Bank 40 und 2012 konnte man zum siebten Mal die County Championship erringen. Zur Saison 2014 beschloss der Verein unter Protesten, sein One-Day-Team in Birmingham Bears umzubenennen, womit es der bisher einzige County-Cricket-Club ist, der anstatt des traditionellen Namens der Grafschaft einen Stadtnamen für eines seiner Teams verwendet. In der gleichen Saison gelang der erste Erfolg im Twenty20 Cup. In der Saison 2016 gelang ihnen im Royal London One-Day Cup im Finale mit einer geschlossenen Teamleistung ein Sieg gegen Surrey.

## Stadion
Das Heimstadion des Clubs ist das Edgbaston Cricket Ground in Birmingham. Weitere Cricketfelder wurden in der Vergangenheit für Heimspiele genutzt, jedoch nicht in den letzten Jahren.

## Erfolge

### County Cricket
Gewinn der County Championship (7): 1911, 1951, 1972, 1994, 1995, 2004, 2012, 2021

### One-Day Cricket
Gilette/NatWest/C&G Trophy/FP Trophy (1963–2009) (5): 1966, 1968, 1989, 1993, 1995
Sunday/National/Pro40 League (1969–2009) (3): 1980, 1994, 1997
Benson & Hedges Cup (1972–2002) (2): 1994, 2002
ECB 40/Clydesdale Bank/Yorkshire Bank 40 (2010–2013) (1): 2010
Royal London One-Day Cup (2014-heute) (1): 2016

### Twenty20
Twenty20 Cup/Friends Life t20/NatWest t20 Blast (1): 2014

## Statistiken

### Runs
Die meisten Runs im First-Class Cricket wurden von den folgenden Spielern erzielt:
| Spieler       | Spielzeiten | Runs   |
| ------------- | ----------- | ------ |
| Dennis Amiss  | 1960–1987   | 35.146 |
| Willie Quaife | 1894–1928   | 33.987 |
| Mike Smith    | 1956–1975   | 27.672 |
| Tim Dollery   | 1934–1955   | 23.479 |
| Bob Wyatt     | 1923–1939   | 21.687 |

### Wickets
Die meisten Wickets im First-Class Cricket wurden von den folgenden Spielern erzielt:
| Spieler        | Spielzeiten | Runs  |
| -------------- | ----------- | ----- |
| Eric Hollies   | 1932–1955   | 2.201 |
| Sydney Santall | 1894–1914   | 1.207 |
| Jack Bannister | 1950–1968   | 1.181 |
| Danny Mayer    | 1926–1939   | 1.142 |
| Tom Cartwright | 1952–1969   | 1.058 |